# Batalla de Montmeló
La batalla de Montmeló en 1642 fue uno de los episodios ocurridos durante la Sublevación de Cataluña.

## Antecedentes
Poco después de la revuelta que supuso el Corpus de Sangre, el ejército de Felipe IV ocupó Tortosa y Tarragona, y el 17 de enero de 1641, ante la alarmante penetración del ejército castellano, Pau Claris, al frente de la Generalidad de Cataluña, proclamó la República Catalana acordando una alianza política y militar con Francia, poniendo Cataluña bajo la obediencia de Luis XIII de Francia. Pocos días después, con la ayuda del ejército francés, la Generalidad obtuvo una importante victoria militar en la batalla de Montjuic del 26 de enero de 1641, y las tropas castellanas se retiraban a Tarragona.
El 4 de mayo de 1641, el grupo francés de Henri d'Escoubleau de Sourdis se presentó delante de Tarragona e inició el bloqueo de la ciudad con las tropas de tierra de Philippe de La Mothe-Houdancourt. Durante los meses de mayo y junio, se luchó en los alrededores de Tarragona; el Fuerte de Salou cayó en poder de los franceses el 9 de mayo y batalla de Constantí se libró el 13 de mayo. Después de ser derrotados del 30 de junio al 4 de julio de 1641 en la primera batalla de Tarragona, los españoles construyeron un nuevo grupo comandado por García Álvarez de Toledo y Mendoza, que consiguió entregar provisiones a la ciudad e hizo huir al ejército francés al Rosellón.
Felipe IV manda 4500 hombres dirigidos por Gerolamo Maria Caracciolo, el marqués de Torrecuso. Esta columna parte de Tarragona el 23 de marzo de 1642 para socorrer a Perpiñán, que había quedado aislado en el norte.

## La batalla
Por orden de Philippe de La Mothe-Houdancourt, las tropas que se marchaban hacia el Rosellón fueron interceptadas en Montmeló por la caballería francesa, que salió de Barcelona el 28 de marzo, causando bastantes bajas entre los españoles.

## Consecuencias
Los supervivientes se retiraron en dirección a Tarragona, siendo perseguidos por las tropas de Philippe de La Mothe-Houdancourt y finalmente se rindieron el 31 de marzo tras la batalla de La Granada, que provocó que la falta de refuerzos hiciera caer Colliure, Perpiñán y Salces. Las tropas francesas continuaron avanzando hasta conquistar Monzón e intentarlo sin suerte con Tortosa.
- Datos: Q4871788